# Rodizita
La rodizita és un mineral de la classe dels borats. Rep el seu nom del grec "rhodizein" (ser de color de rosa) en al·lusió a la seva propietat de tornar-se d'aquest color sota la flama d'un bufador.

## Característiques
La rodizita és un borat de fórmula química KBe₄Al₄(B11Be)O28. Cristal·litza en el sistema isomètric. Es troba típicament en forma de dodecàedres i tetraedres ben formats, de fins a 3,5 cm, modificats per {001} i {111}. La seva duresa a l'escala de Mohs és 8. Segons la classificació de Nickel-Strunz, la rodizita pertany a «06.GC - Heptaborats i altres megaborats: tectododecaborats» juntament amb la londonita. És l'anàleg amb potassi de la londonita, amb la qual forma una sèrie de solució sòlida.

## Formació i jaciments
Va ser descrita a partir d'exemplars trobats a Mor's Pit i a Ministerskaya Yama Pit, a l'óblast de Sverdlovsk, Rússia, s'acostuma a trobar associada a turmalina. També ha estat descrita a les pegmatites de Animikie Red Ace, a Fern (Wisconsin, Estats Units) i a diversos indrets de Madagascar. Sol trobar-se associada a altres minerals com: londonita, elbaïta, espodumena, beril, behierita, albita, microclina i quars.